# Enrico Molè
Enrico Molè (Catanzaro, 7 ottobre 1889 – Roma, 11 novembre 1963) è stato un politico, giornalista e avvocato italiano.

## Biografia
Laureato in giurisprudenza, fu avvocato e giornalista. Candidato al Parlamento nel 1919 senza successo, venne eletto nel 1921 in una consultazione annullata. Fu tra i deputati dichiarati decaduti nel 1927 per l'Aventino
Nel 1944 fondò a Roma il quotidiano L'Indipendente, di cui fu anche direttore ed editorialista. 
Fece parte della Massoneria. 
Fu Ministro dell'Alimentazione nel Governo Parri (21 giugno 1945 - 10 dicembre 1945) e Ministro della Pubblica Istruzione nel primo Governo De Gasperi I (10 dicembre 1945 - 1º luglio 1946), nelle file del Partito Democratico del Lavoro. Nel 1948 fu nominato senatore di diritto e venne eletto vicepresidente del Senato. Fu confermato senatore anche alle elezioni del 1953 e del 1958, come indipendente di sinistra.
Coniugato in prime nozze con la cantante lirica greca Josephine Calleja, fu padre della deputata Elsa Molè. In seguito sposò Lucrezia De Francesco, prima preside donna d'Italia.
Morì all'età di 74 anni, nel novembre del 1963.